# Sân bay Bani Walid
Sân bay Bani Walid (ICAO: HLWD) là một sân bay ở Bani Walid, Libya.